# Фотогравировка
Фотогравировка (англ. Photoengraving), или фотохимическое гравирование — процесс гравировки, использующий фотомеханические методы обработки. Используется в изобразительных искусствах преимущественно для того, чтобы воспроизвести полутоновые иллюстрации.
Предмет после фотографирования «запоминается» чувствительным слоем металлической пластины, которая после проходит обработку кислотой или другим химическим веществом. В случае уменьшения числа линий (черно-белые рисунки без градаций цвета), фотогравировку делают на цинковых пластинах и называют цинковой гравюрой. В случае гравировки изображение с градацией цвета, фотогравировку делают на медных пластинах. Полутоновый эффект достигается путём фотографирования предмета через стеклянный экран, который преломляет световые лучи так, что металлическая пластина оказывается чувствительна к мельчайшим точкам. Большие точки создают более темные области, меньшие точки светлые области.
Полутона, сделанные с экраном, имеющим 65 линий на дюйм, считаются грубыми; 150 линий на дюйм — качественными.
Наиболее часто при фотогравировке используются светочувствительные материалы, которые могут быть фоточувствительными и стойкими к кислотам или другим составам. Вещество, названное фоторезистом, применяется для фотогравировки. Облученное светом или ультрафиолетом оно становится резистентным к агрессивным веществам и защищает материал от агрессивных веществ. Места гравюры, покрытые таким слоем остаются нетронутыми кислотой, а те места которые оказываются покрыты не облученным материалом вытравливаются кислотой.
Фотогравировка используется для производства печатных плат, печати пластин, изготовления именных пластинок, юбилейных и мемориальных досок и других декоративных гравюр.

## Химическая фотогравировка

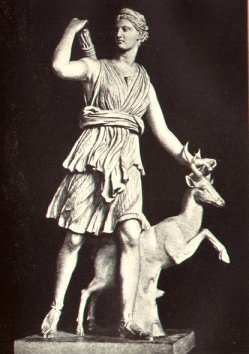
1989 год. Фотогравюра Дианы в Версале. Лувр

Один из методов фотогравировки — создаёт мелкие углубления в металле. Он используется для глубокой печати на металле или в декоративных целях. Такие гравюры обычно делаются на меди или латуни.
При таком методе фотогравировки используется хлорное железо, которое разъедает медь в незащищенных местах.

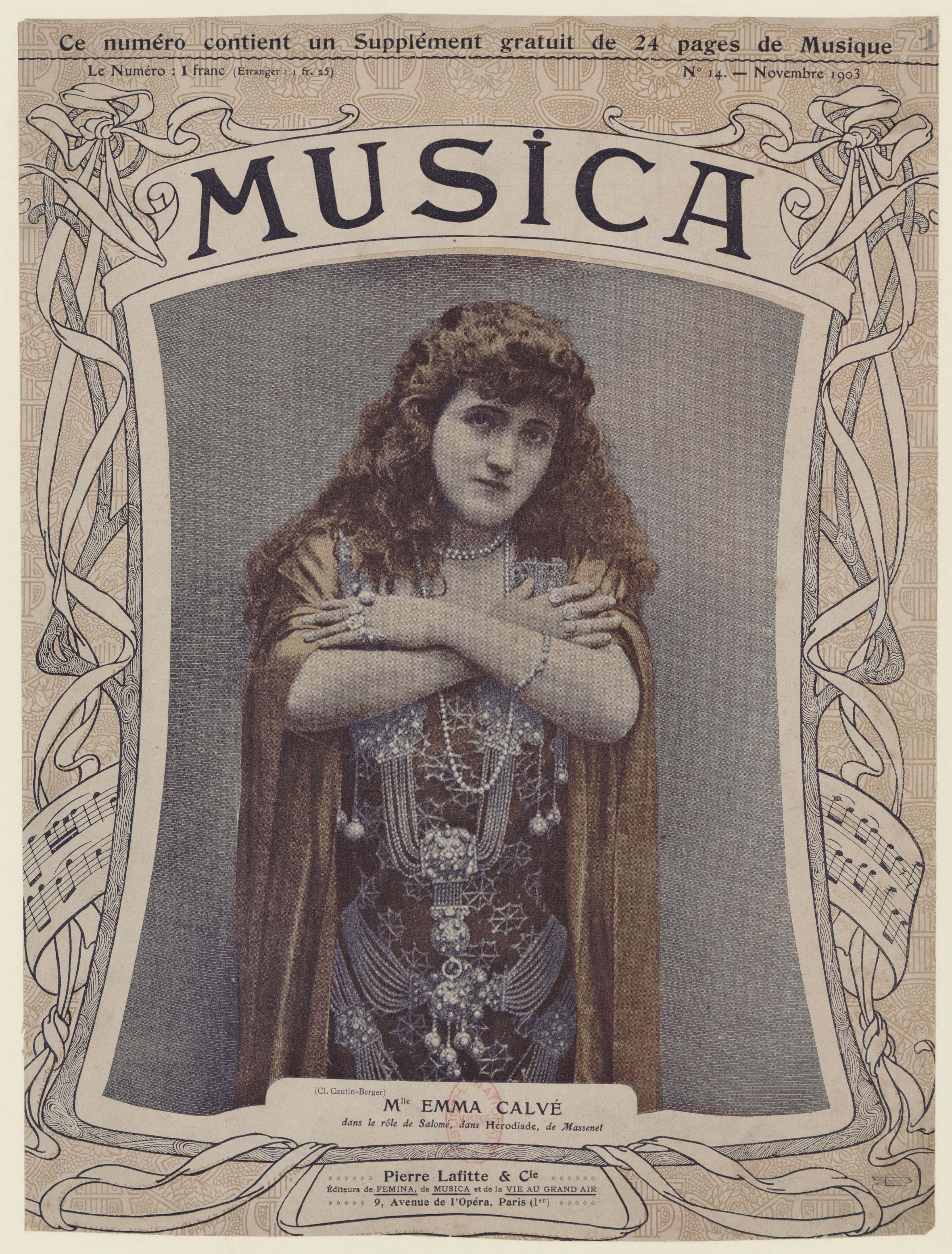
Фотогравюра певицы для Французской оперы Эмма Кальве, 1902

## Фотогравировка с наклонными краями
Другой метод фотогравировки позволяет создавать гравюры с наклонными краями. В этом методе металл (обычно цинк или магний) располагается лицевой стороной вниз и обрабатывается смесью азотной кислоты и защитной жировой эмульсии. Поскольку кислота разъедает поверхность, эмульсия задерживается на краях выступающих частей гравюры и защищает их. Декоративные гравюры, сделанные таким методом, могут пройти повторный процесс гравировки, чтобы создать декоративный фон.

## Механическая фотогравировка
Самым современным методом фотогравировки является ударная гравировка. Механическая машина с алмазными иглами создает на металле конические углубления. От силы удара иглы зависит глубина проникновения алмазной иглы в металл.
Обычно для такого вида фотогравировки используются мягкие металлы -золото, серебро, медь, латунь и сплавы с этими металлами. Металл перед гравировкой полируется до зеркальной поверхности и очень часто покрывается родием, никелем.
Поверхность металла без углублений сформированных алмазной иглой, выглядят, как черные. Светлые области формируются наиболее глубокими углублениями.
Данный метод фотогравировки позволяет наносить фотографические изображения на металл с градацией серых тонов.
Размер алмазной иглы влияет на разрешающую способность гравировки. Современные аппараты позволяют достичь разрешения 529dpi для растровых изображений, а векторные изображения можно выводить с разрешением 1058 dpi.